# Sittmoos
Sittmoos je naselje občine Koče - Muta v okraju Šmohor na Koroškem v Avstriji.